# Charles City County
Charles City County ist ein County im Bundesstaat Virginia der Vereinigten Staaten. Bei der Volkszählung im Jahr 2020 hatte das County 6773 Einwohner und eine Bevölkerungsdichte von 14,3 Einwohnern pro Quadratkilometer. Der Verwaltungssitz (County Seat) ist Charles City.

## Geographie
Charles City County liegt im mittleren Osten von Virginia und hat eine Fläche von 529 Quadratkilometern, wovon 56 Quadratkilometer Wasserfläche sind. Es grenzt im Uhrzeigersinn an folgende Countys: New Kent County, James City County, Prince George County, Chesterfield County und Henrico County.

## Geschichte
Gebildet wurde es 1634 als Charles City Shire. Einige Jahre später wurden die shires in Original County umgewandelt und gelegentlich auch umbenannt, nicht so  Charles City County, das auch in seinen Grenzen gleich geblieben ist. Das heute noch benutzte, aber renovierte, Gerichtsgebäude wurde zwischen 1750 und 1760 erbaut. Es ist somit eines von fünf Gerichtsgebäuden in den Vereinigten Staaten, das vor dem Revolutionskrieg erbaut wurde und ununterbrochen als Gericht diente.

## Demografische Daten

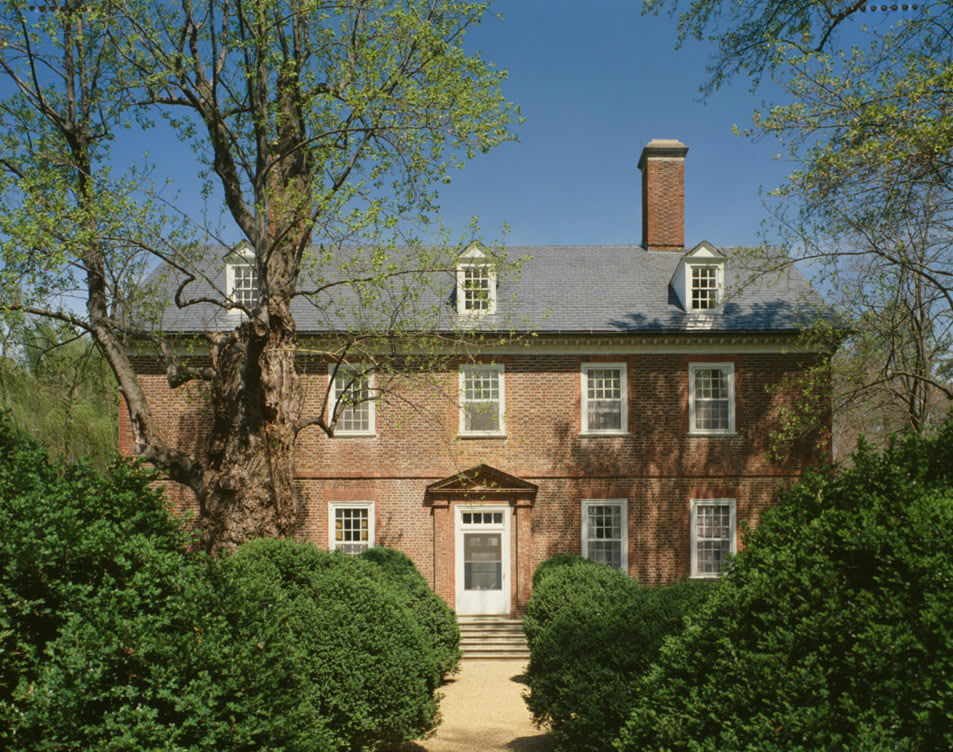
Die Plantage der Fam. Berkeley, Heimat zweier Präsidenten (NRIS Nummer: 71001040)

Alterspyramide des Charles City County

Nach den Angaben des United States Census 2000 lebten im Charles City County 6926 Menschen in 2670 Haushalten und 1975 Familien. Die Bevölkerungsdichte betrug 15 Einwohner pro Quadratkilometer. Ethnisch betrachtet setzte sich die Bevölkerung zusammen aus 35,66 Prozent Weißen, 54,85 Prozent Afroamerikanern, 7,84 Prozent amerikanischen Ureinwohnern, 0,10 Prozent Asiaten und 0,17 Prozent aus anderen ethnischen Gruppen; 1,37 Prozent stammten von zwei oder mehr Ethnien ab. 0,65 Prozent der Bevölkerung waren spanischer oder lateinamerikanischer Abstammung.
Von den 2670 Haushalten hatten 27,5 Prozent Kinder und Jugendliche unter 18 Jahre, die bei ihnen lebten. 53,6 Prozent waren verheiratete, zusammenlebende Paare, 15,2 Prozent waren allein erziehende Mütter, 26,0 Prozent waren keine Familien, 22,5 Prozent waren Singlehaushalte und in 8,4 Prozent lebten Menschen im Alter von 65 Jahren oder darüber. Die Durchschnittshaushaltsgröße betrug 2,59 und die durchschnittliche Familiengröße lag bei 3,02 Personen.
Auf das gesamte County bezogen setzte sich die Bevölkerung zusammen aus 22,1 Prozent Einwohnern unter 18 Jahren, 7,5 Prozent zwischen 18 und 24 Jahren, 28,9 Prozent zwischen 25 und 44 Jahren, 28,8 Prozent zwischen 45 und 64 Jahren und 12,6 Prozent waren 65 Jahre alt oder darüber. Das Durchschnittsalter betrug 40 Jahre. Auf 100 weibliche Personen kamen 96,3 männliche Personen. Auf 100 Frauen im Alter von 18 Jahren oder darüber kamen statistisch 94,8 Männer.

Das jährliche Durchschnittseinkommen eines Haushalts betrug 42.745 USD, das Durchschnittseinkommen der Familien betrug 49.361 USD. Männer hatten ein Durchschnittseinkommen von 32.402 USD, Frauen 26.000 USD. Das Prokopfeinkommen betrug 19.182 USD. 10,6 Prozent der Bevölkerung und 8,0 Prozent der Familien lebten unterhalb der Armutsgrenze. Davon waren 13,0 Prozent Kinder oder Jugendliche unter 18 Jahre und 18,5 Prozent waren Menschen über 65 Jahre.

## Persönlichkeiten
- Benjamin Harrison V (1726–1791), einer der Gründerväter der Vereinigten Staaten, Vater des neunten Präsidenten der Vereinigten Staaten, William Henry Harrison.
- William Henry Harrison (1773–1841), US-amerikanischer General und neunter Präsident der Vereinigten Staaten von Amerika.
- John Tyler (1790–1862), US-amerikanischer Politiker, zehnter Vizepräsident der Vereinigten Staaten von Amerika und zehnter Präsident der Vereinigten Staaten von Amerika